# Kazuárfafélék
A kazuárfafélék (Casuarinaceae) a valódi kétszikűek csoportjába és a bükkfavirágúak (Fagales) rendjébe tartozó család.

## Tudnivalók
A kazuárfafélék családja 4 nemzetségből és körülbelül 70 fajból áll. A fajok Malajziában, Indonéziában, Ausztráliában és a Csendes-óceán szigetein találhatók meg. Korábban az összes fajt a kazuárfa (Casuarina) nemzetségbe sorolták, de manapság már szétosztották őket 4 külön nemzetségbe. A családba tartozó növények főbb jellemzői, hogy örökzöldek és zsurlószerű ágaik vannak.

## Rendszerezés
A családba az alábbi 4 nemzetség tartozik:
- Allocasuarina L.A.S.Johnson
- kazuárfa (Casuarina) L. - típusnemzetség
- Ceuthostoma L.A.S.Johnson
- Gymnostoma L.A.S.Johnson

## Képek

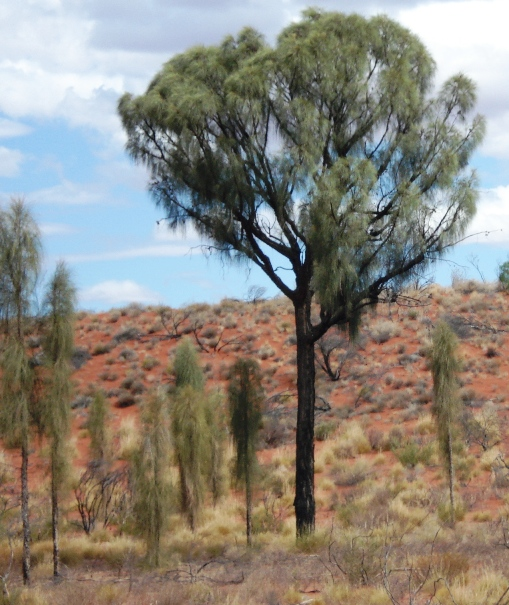
Allocasuarina decaisneana
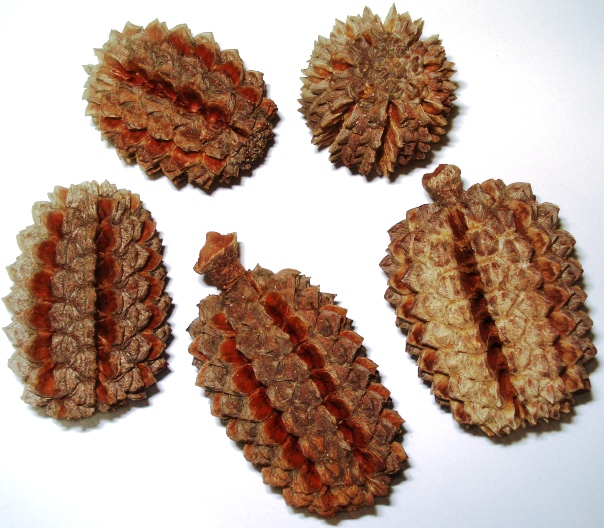
Az Allocasuarina decaisneana termései
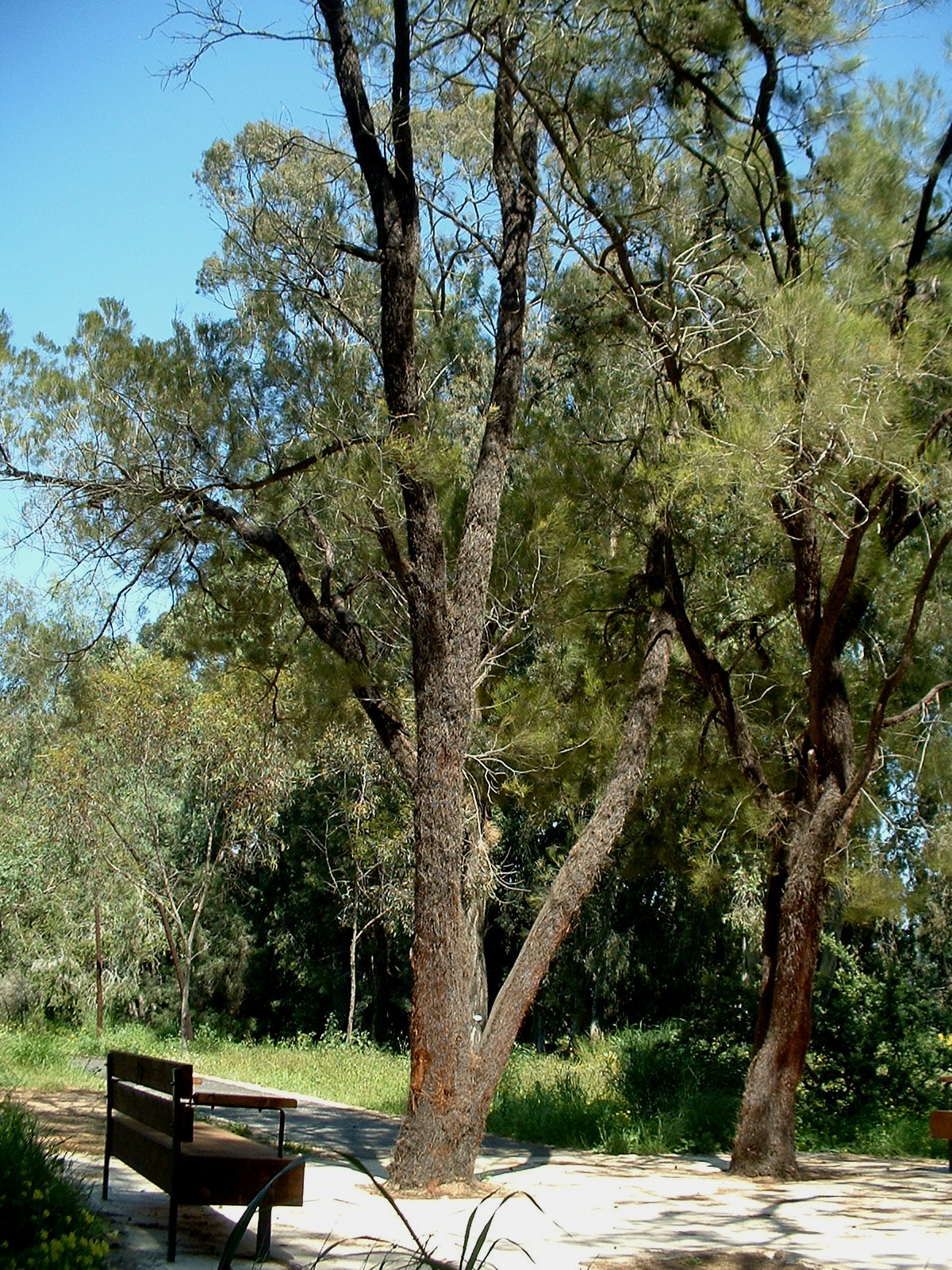
Allocasuarina inophloia
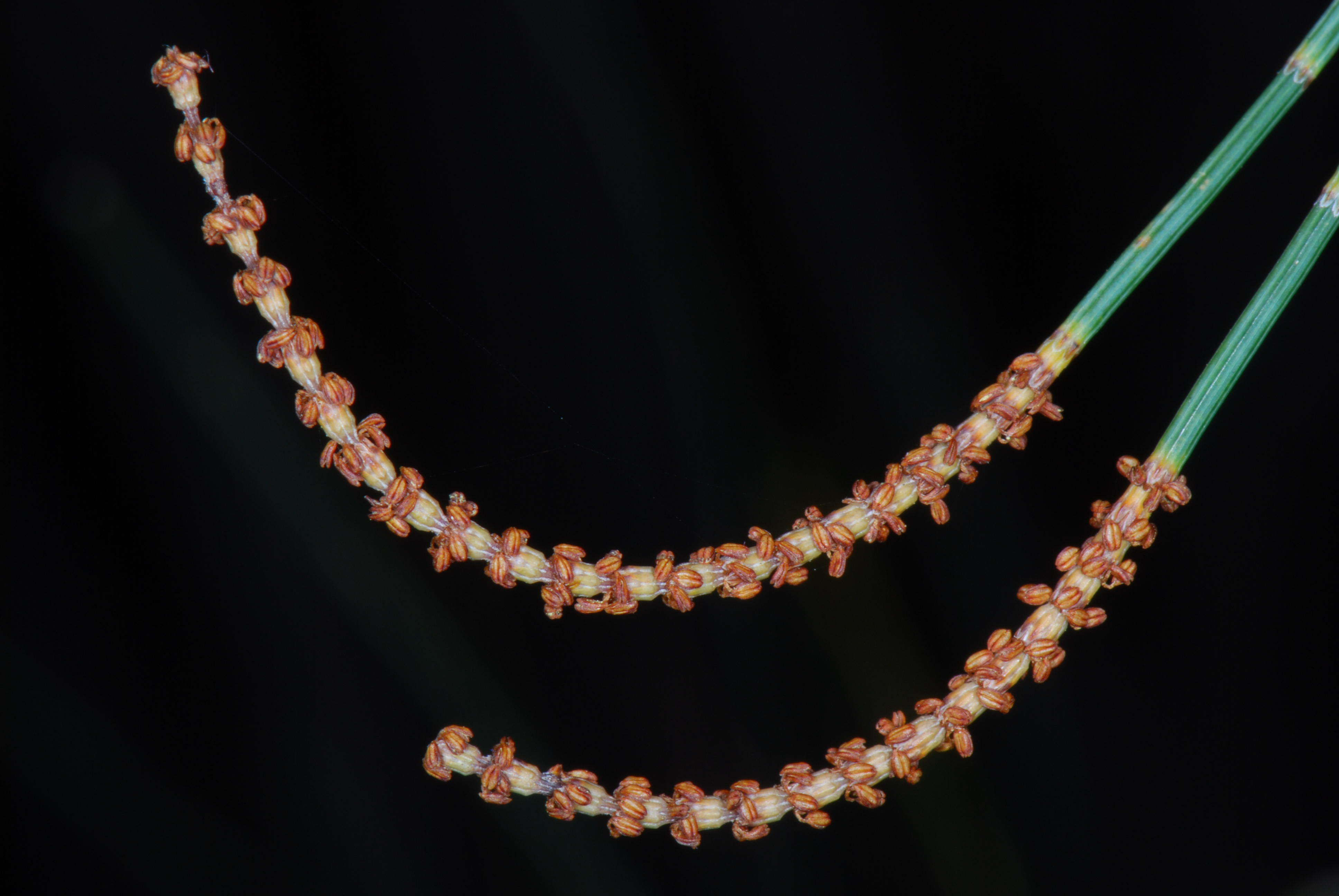
Az Allocasuarina inophloia barkái
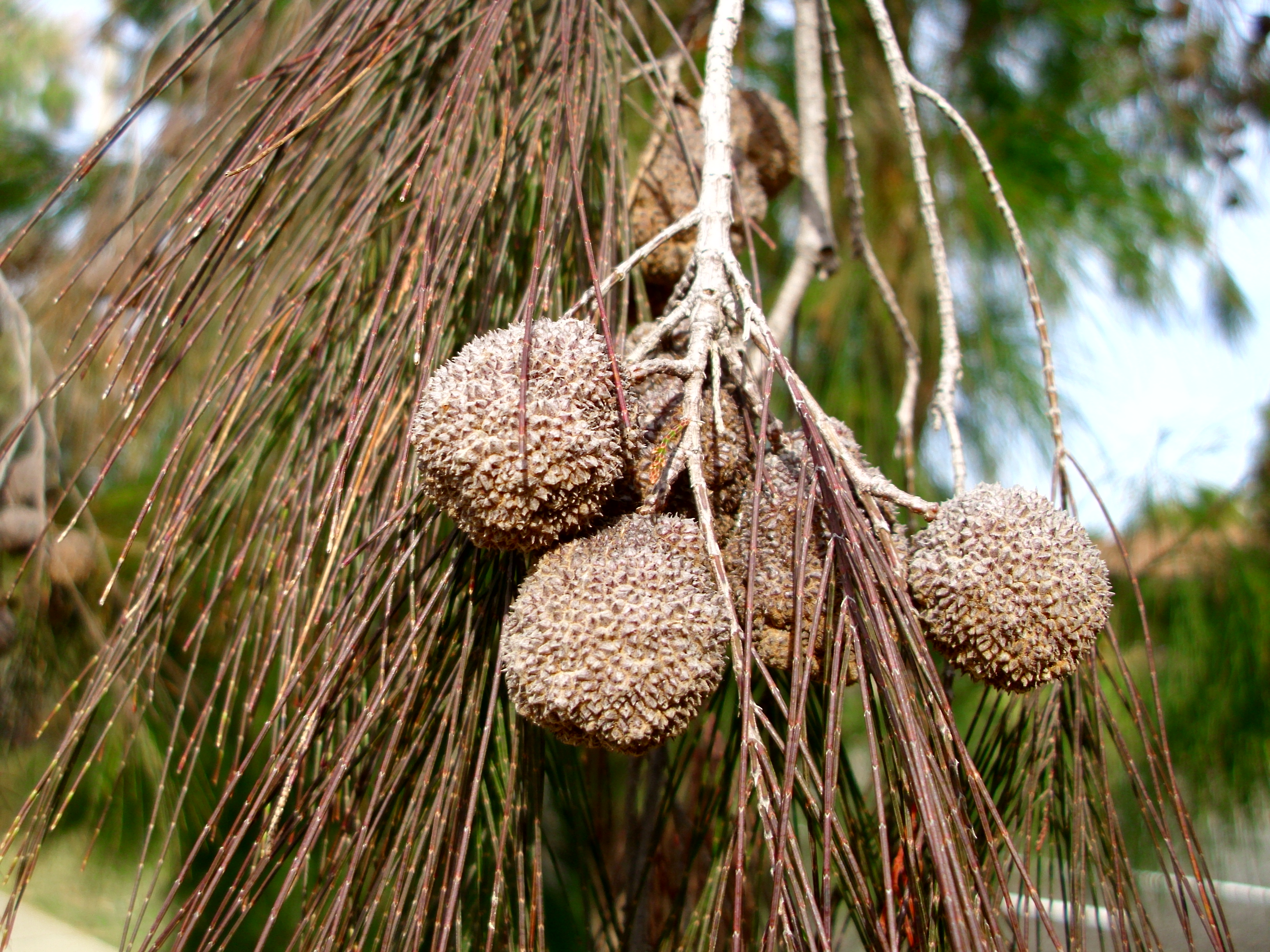
Allocasurina torulosa termések és levelek
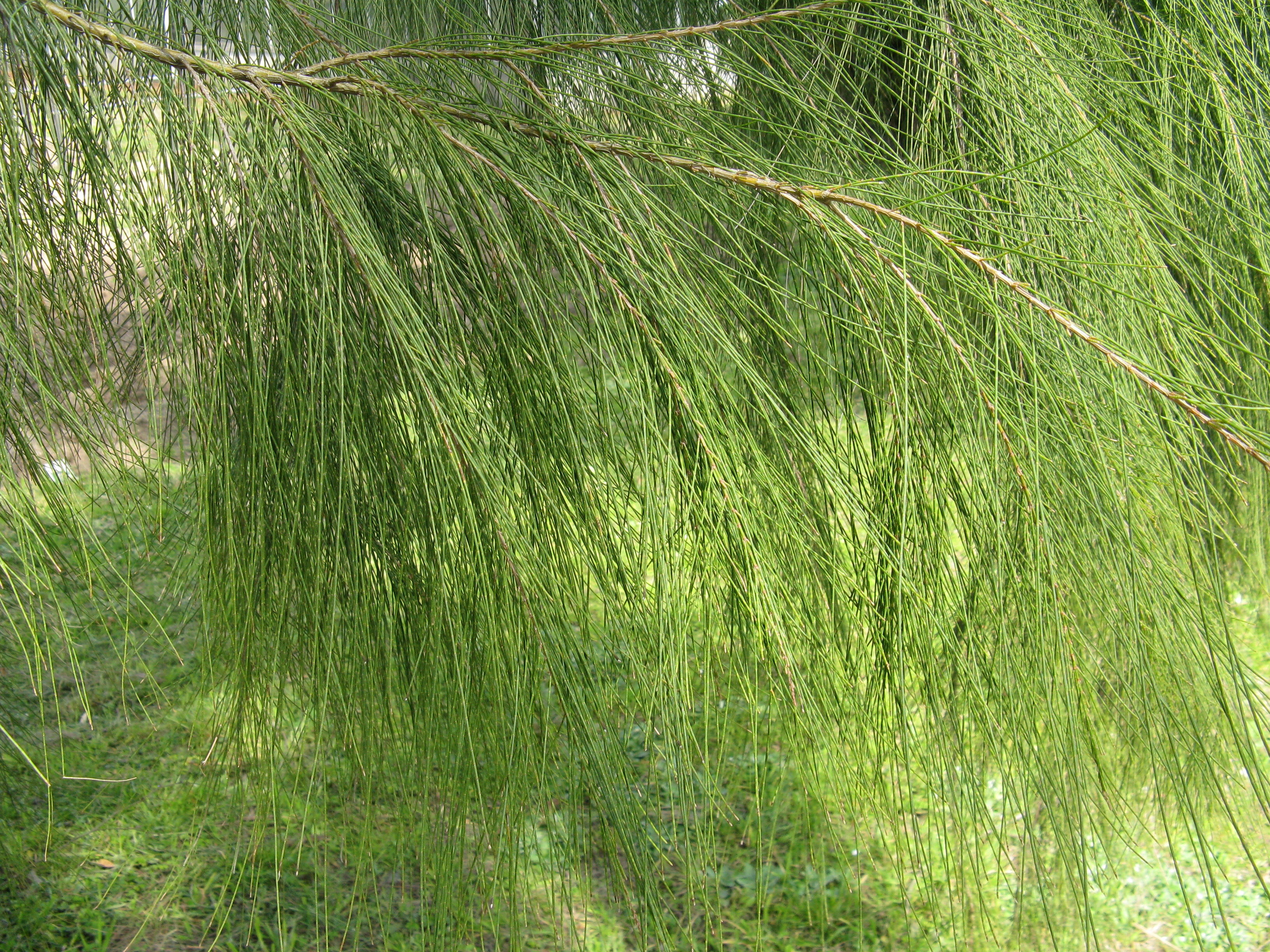
Allocasuarina verticillata levelek
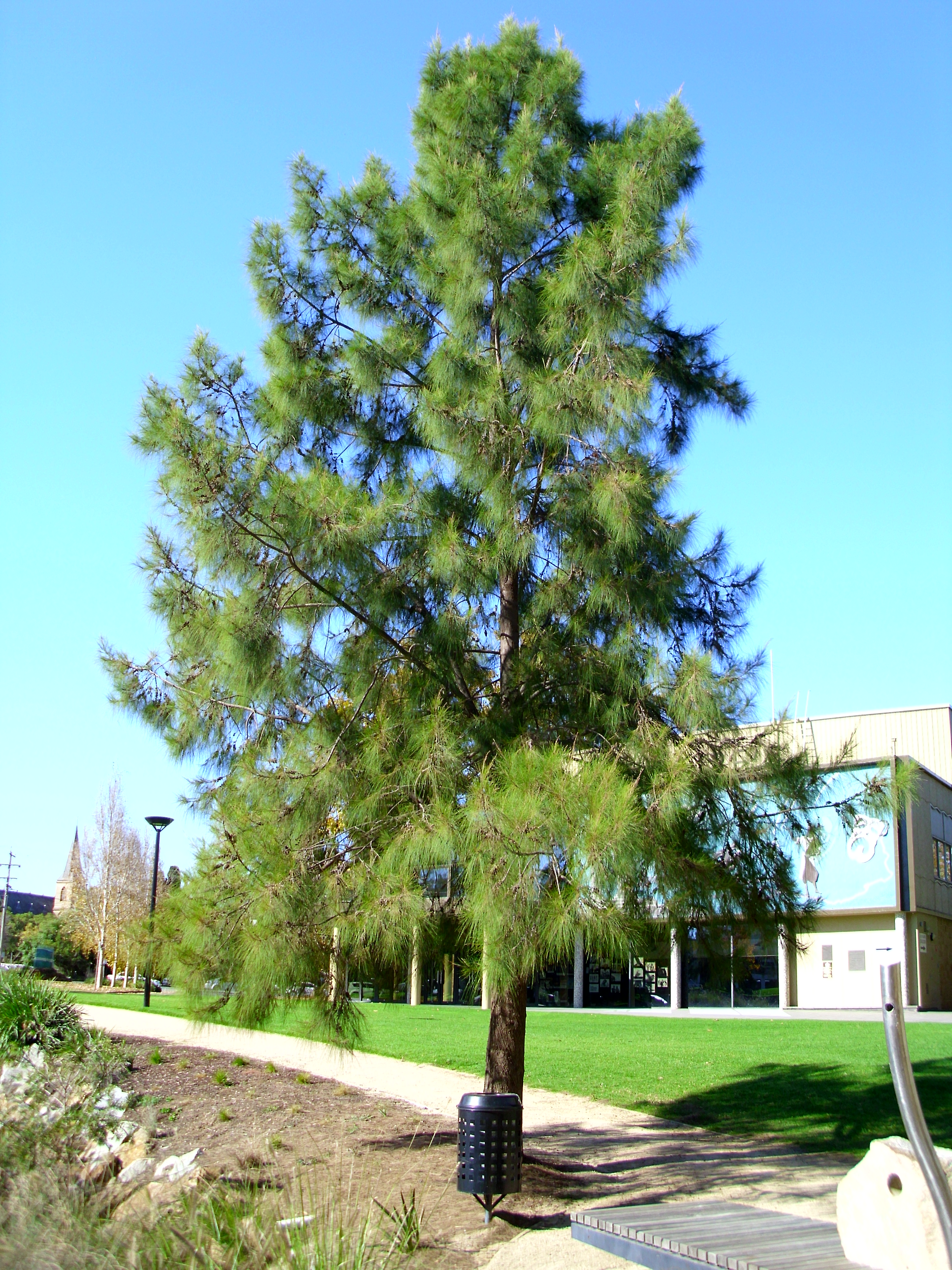
Casuarina cunninghamiana
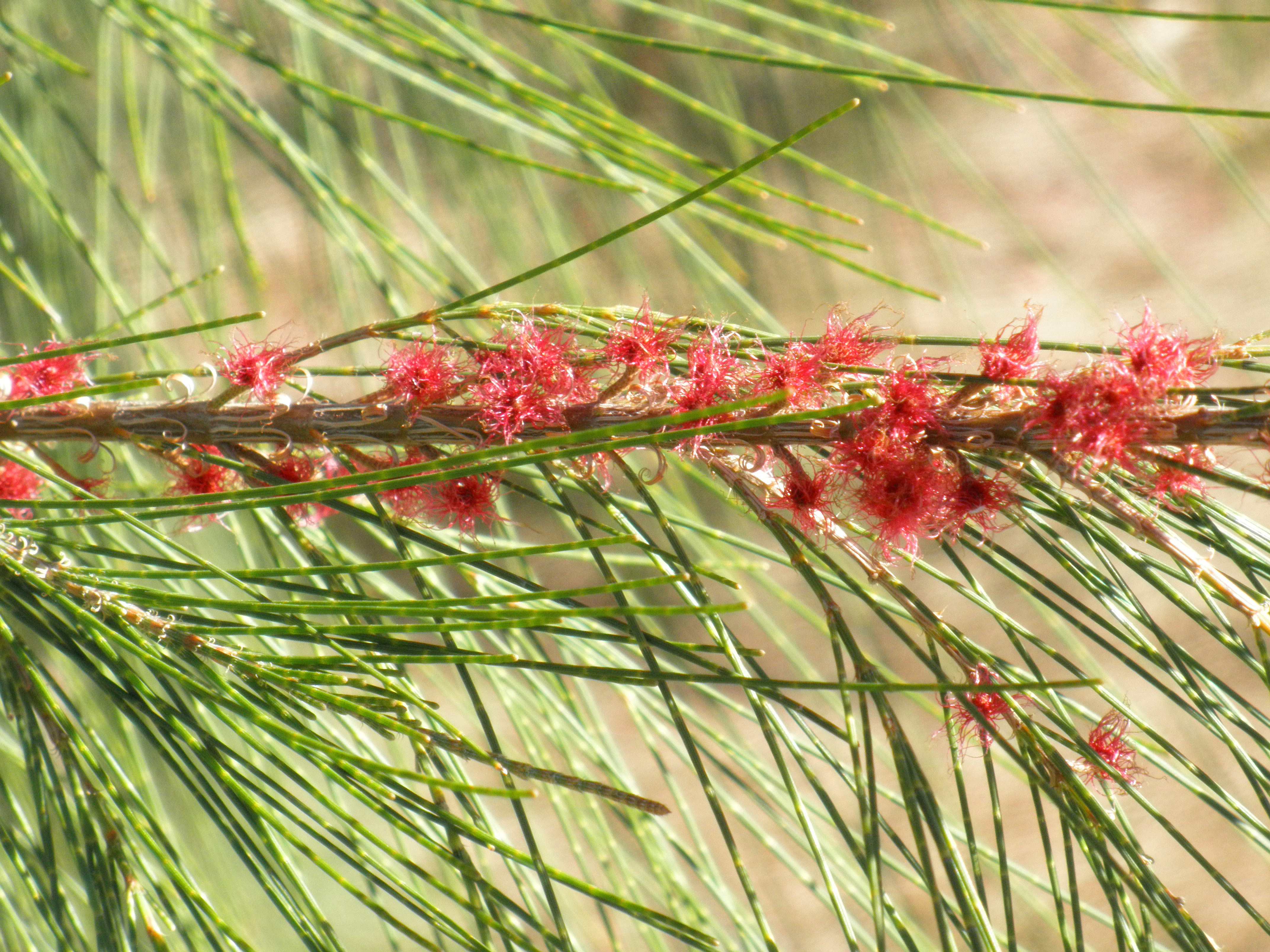
Zsurlólevelű kazuárfa virágok
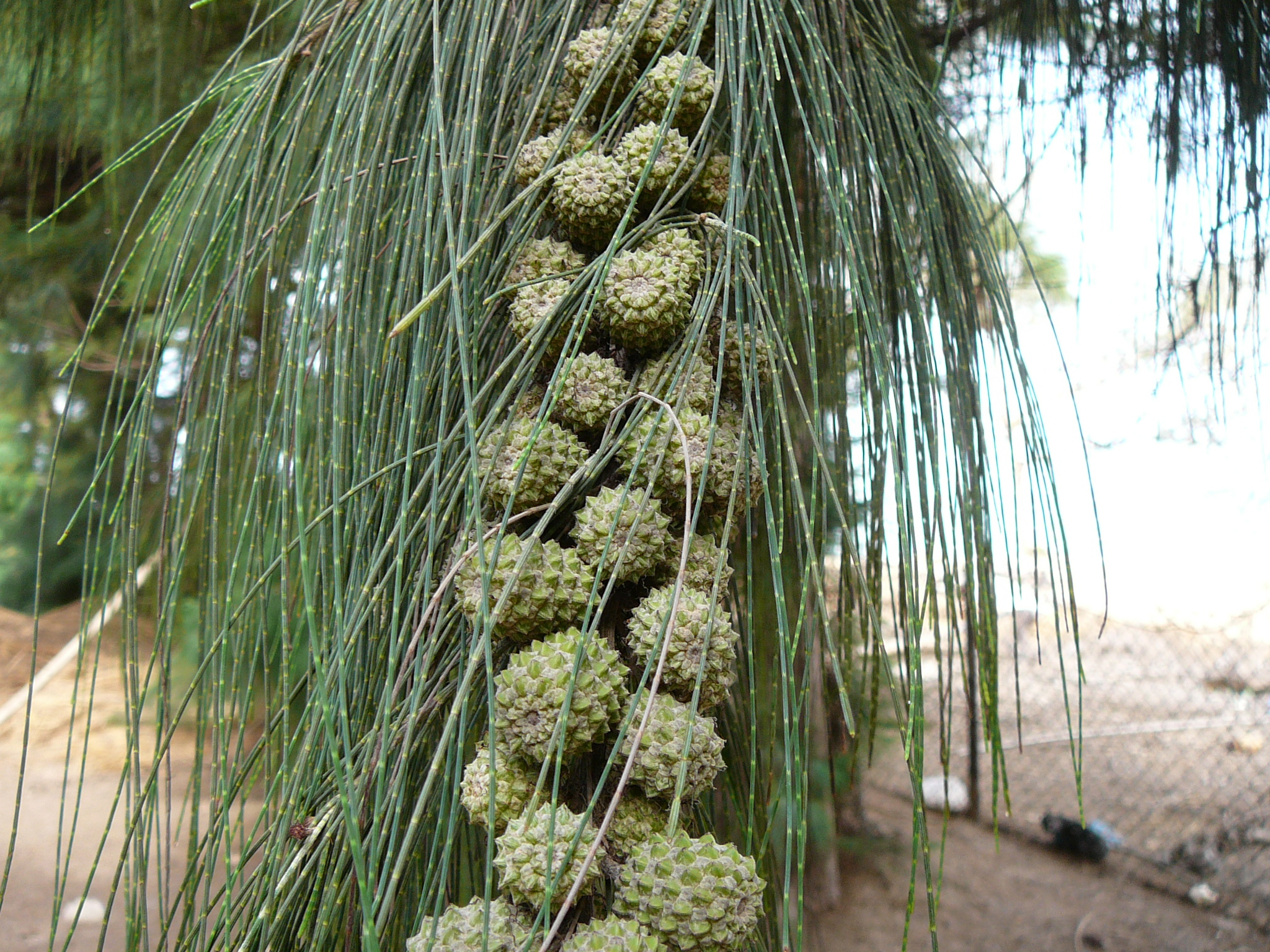
Zsurlólevelű kazuárfa termések és levelek
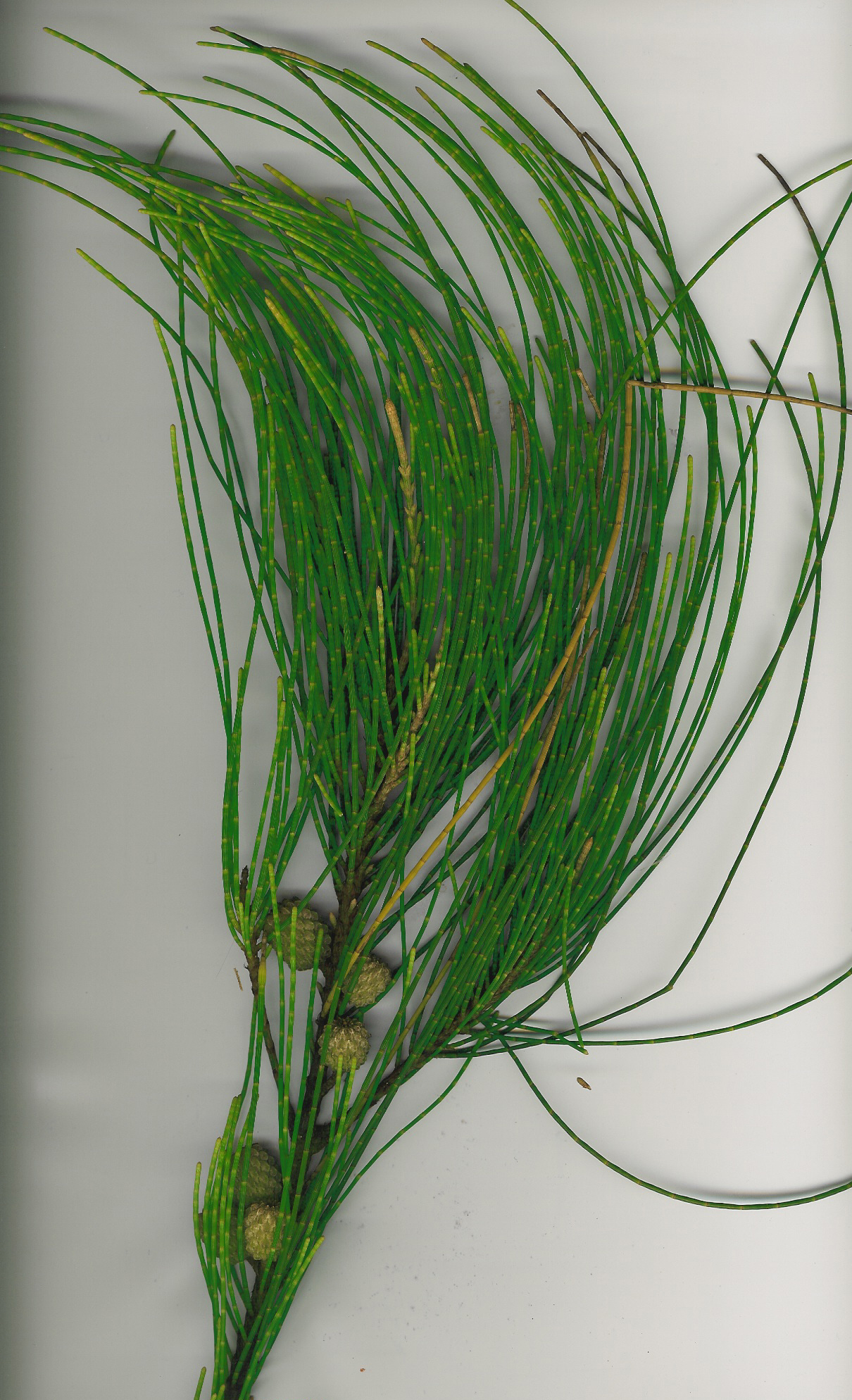
Casuarina glauca termések és levelek
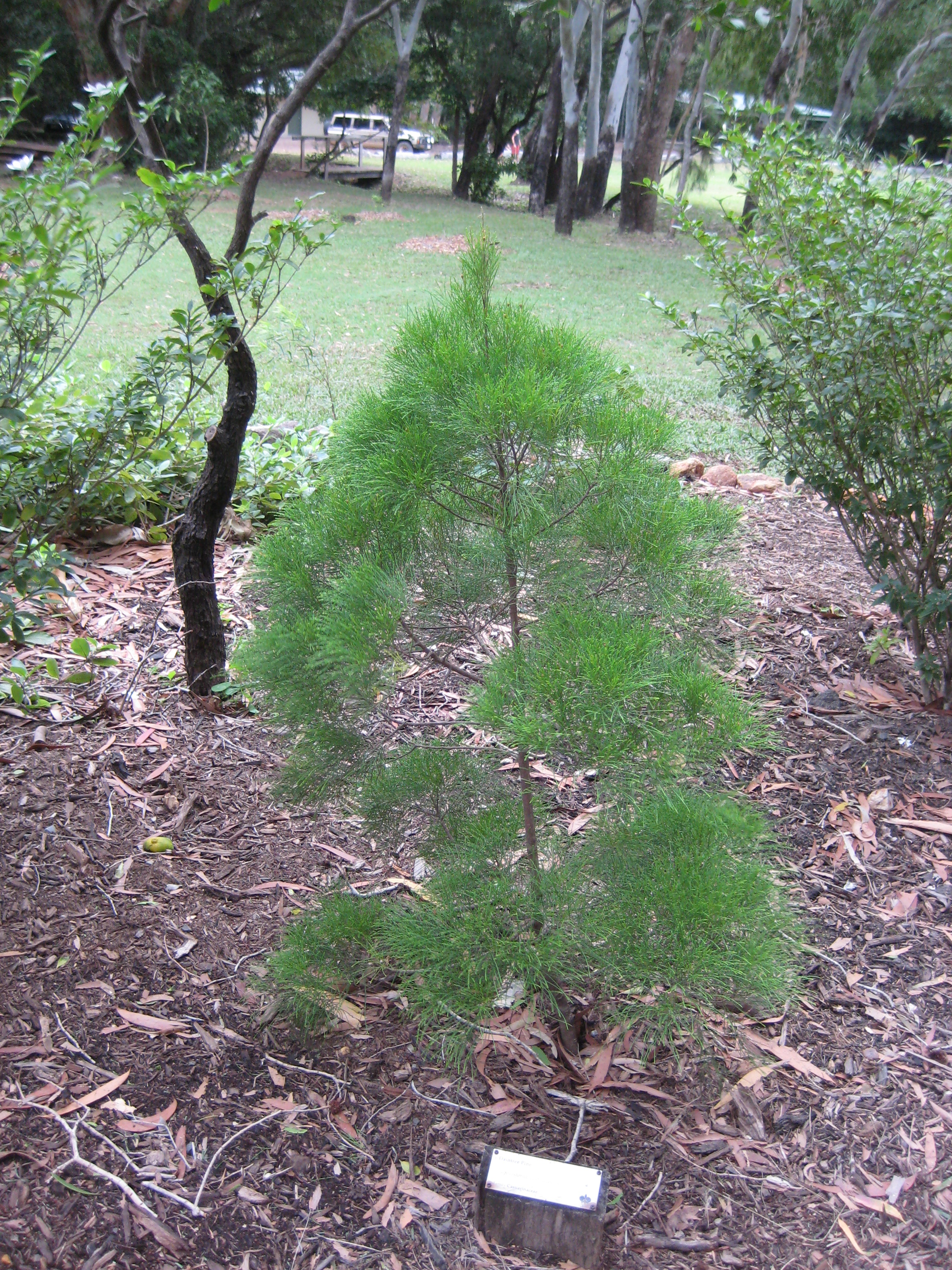
Gymnostoma australianum
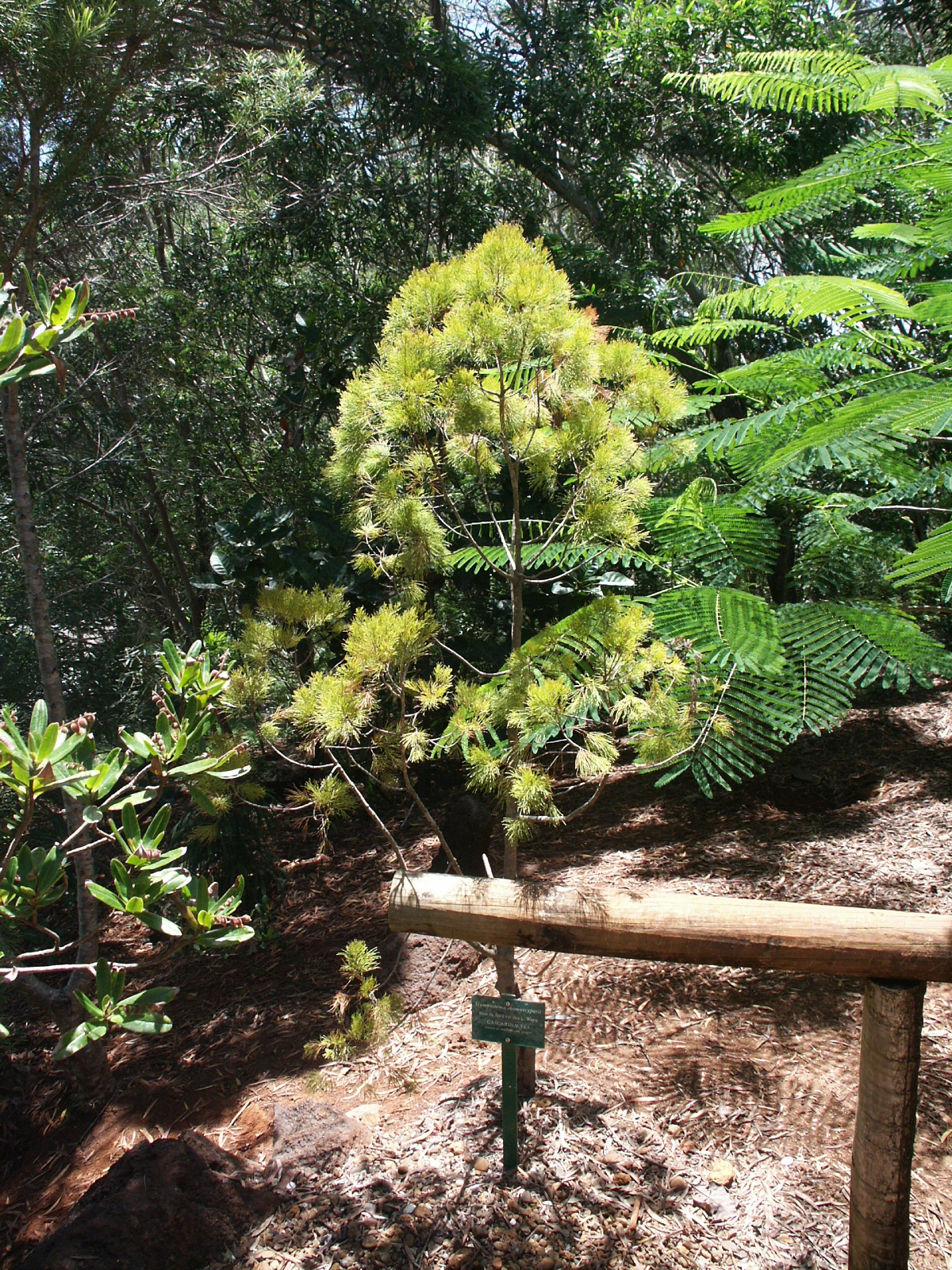
Gymnostoma chamaecyparis
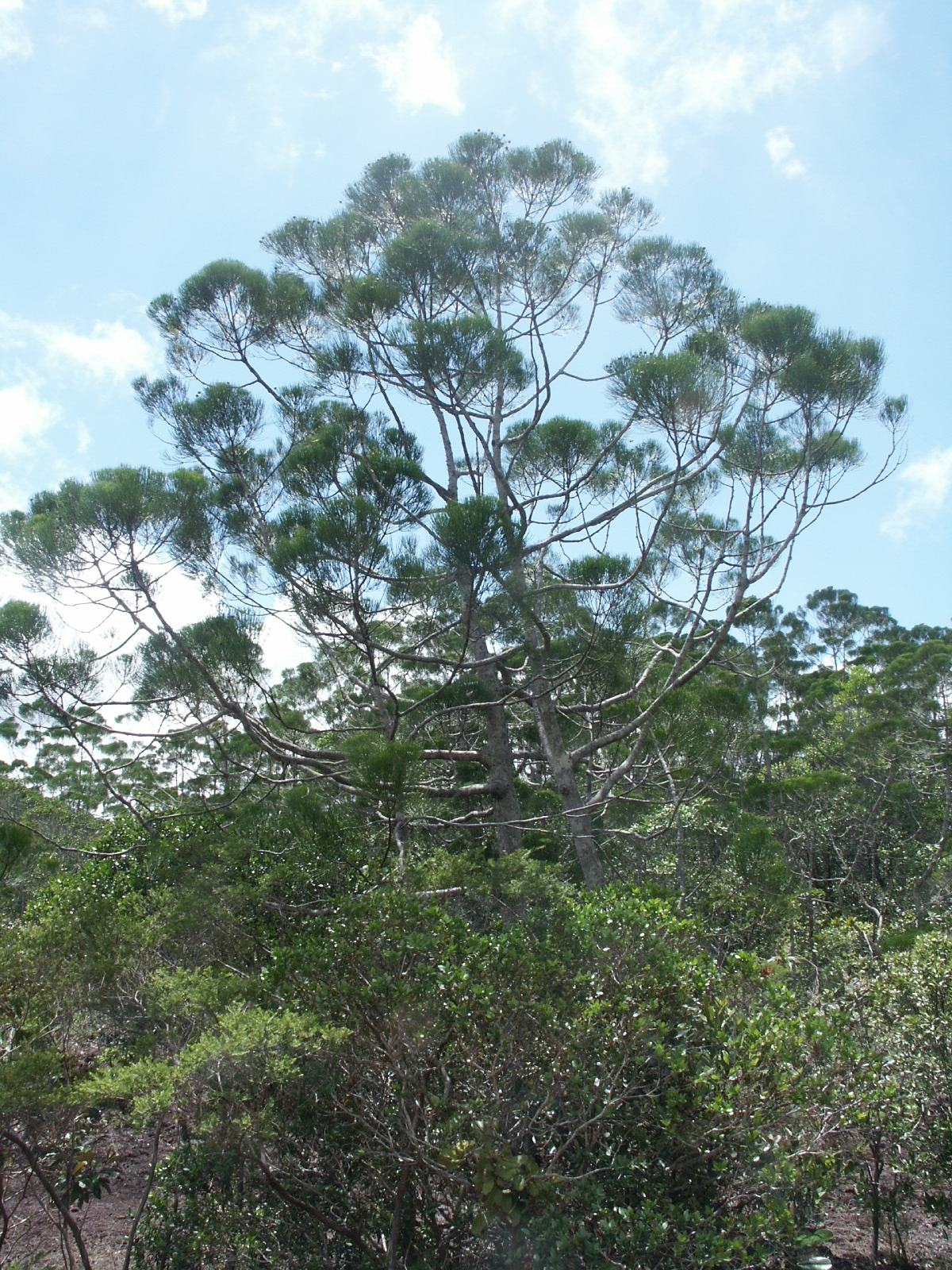
Gymnostoma deplancheanum

### Fordítás
- Ez a szócikk részben vagy egészben  a   Casuarinaceae című angol Wikipédia-szócikk fordításán alapul.  Az eredeti cikk szerkesztőit annak laptörténete sorolja fel. Ez a jelzés csupán a megfogalmazás eredetét és a szerzői jogokat jelzi, nem szolgál a cikkben szereplő információk forrásmegjelöléseként.